# الحزب الديمقراطي الموحد
الحزب الديمقراطي الموحد (بالفرنسية : Parti Démocratique Unifié)، على الرغم من اسمه، لم يكن حزباً سياسياً بل تحالف انتخابي من حزبين، الحزب الديمقراطي الفولتي والحزب الاجتماعي لتحرير الجماهير الأفريقية، قبل انتخابات الجمعية الإقليمية لعام 1957 في فولتا العليا. فاز التحالف بـ 33 من أصل 70 مقعدًا.
بعد الانتخابات، شكلت التحالف حكومة مع الحركة الديمقراطية الفولتية. حصل التحالف على سبع وزارات وخمس للحركة الديمقراطية الفولتية. ثبت أن الوحدة لم تدم طويلاً. ثار الحزب الاجتماعي لتحرير الجماهير والحركة الديمقراطية ضد نائب الرئيس أوزين كوليبالي وشكلوا كتلة معارضة، التضامن الفولتى. وهكذا أنتهى أمر التحالف.